# Ognyana Petrova
Ognyana Petrova (em búlgaro:  Огняна Георгиева Петрова, Svilengrad, Haskovo, 20 de dezembro de 1964) é uma ex-canoísta de velocidade búlgara na modalidade de canoagem.

## Carreira
Foi vencedora da medalha de bronze em K-4 500 m em Seul 1988, junto com as suas colegas de equipa Vanya Gesheva, Diana Paliyska, Borislava Ivanova.